# 三王冠宮
三王冠宮（瑞典語：Tre Kronor，瑞典語發音：[ˈtreː ˈkrûːnʊr]；直譯：“三王冠”）是一座位於瑞典斯德哥爾摩的城堡，原址位於今天的斯德哥爾摩王宮的所在地。 傳說這座城堡最初是比爾耶爾伯爵在13世紀中葉建造的王家城堡。在14世紀的馬格努斯七世國王統治期間，這座城堡被賦予了“三王冠”的名稱。
瑞典國家圖書館和皇家檔案館的大部分檔案都在1697年三王冠宮大火時被毀，這使得該國的早期歷史的記錄非常難以追溯。

## 圖集

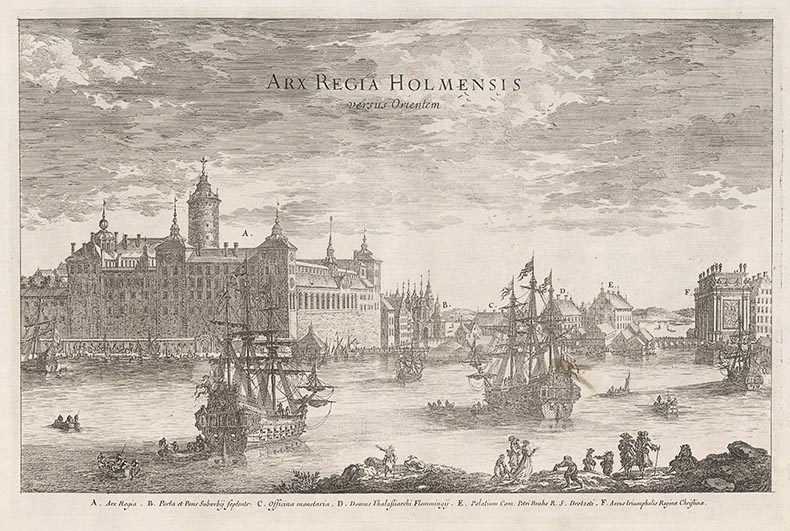
Suecia Antiqua et Hodierna 中宮殿的圖像
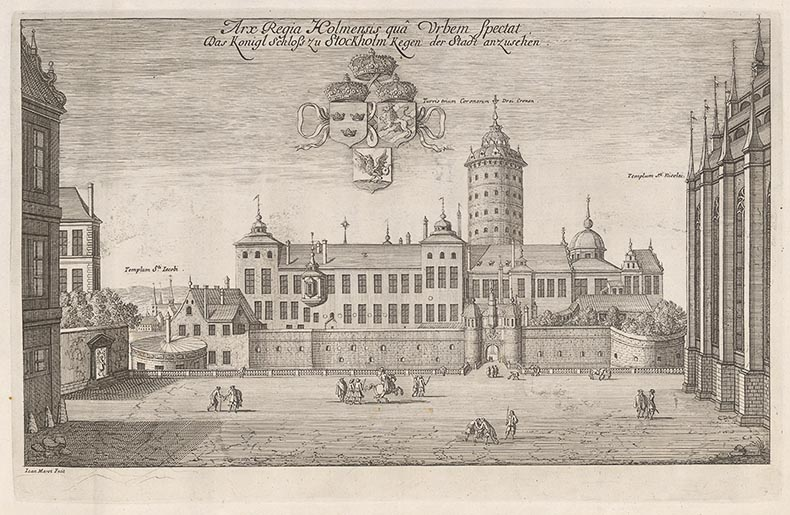
Suecia Antiqua et Hodierna 中宮殿的圖像
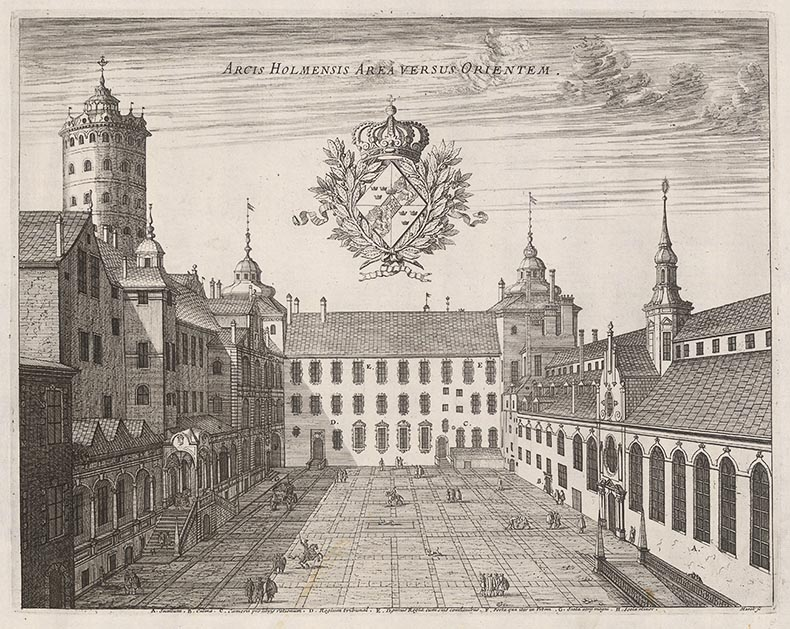
Suecia Antiqua et Hodierna 中宮殿的圖像
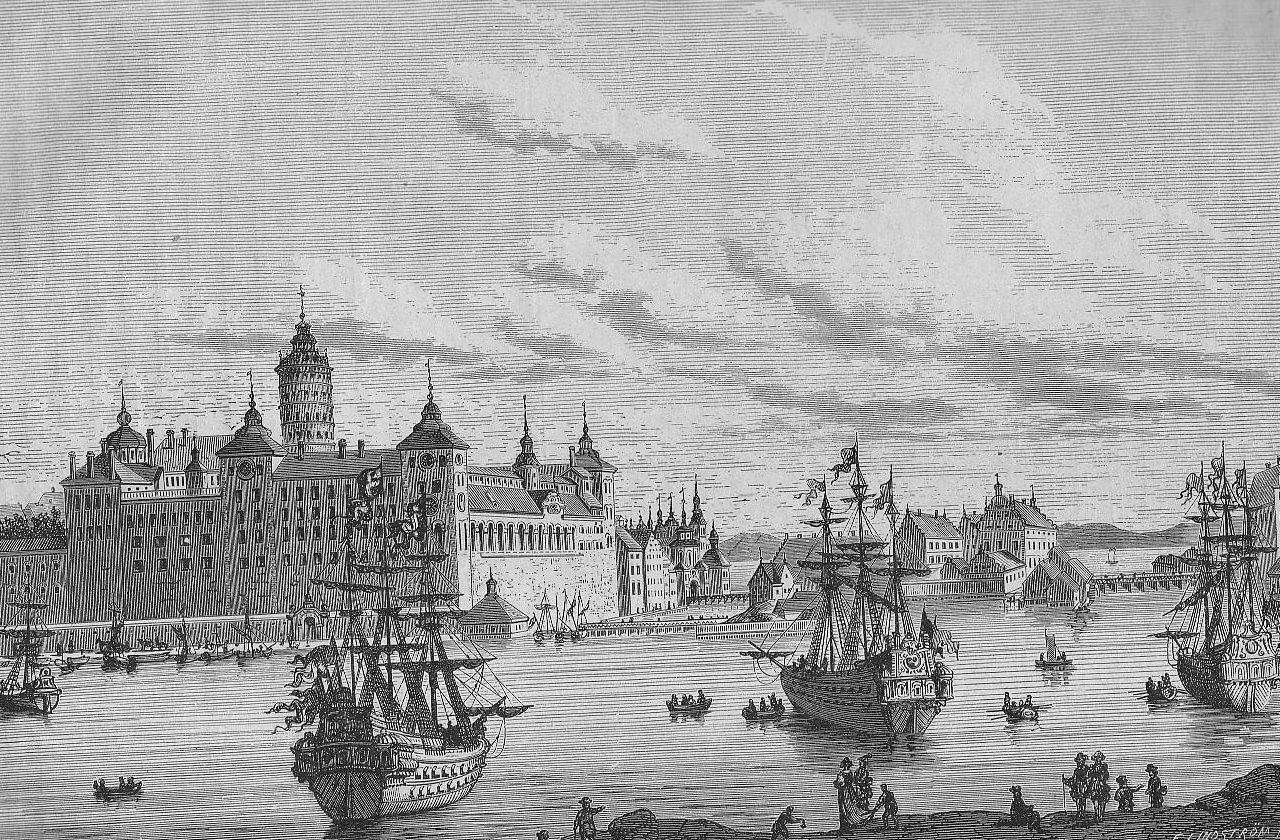
17世紀的三王冠宮，從東北方向看
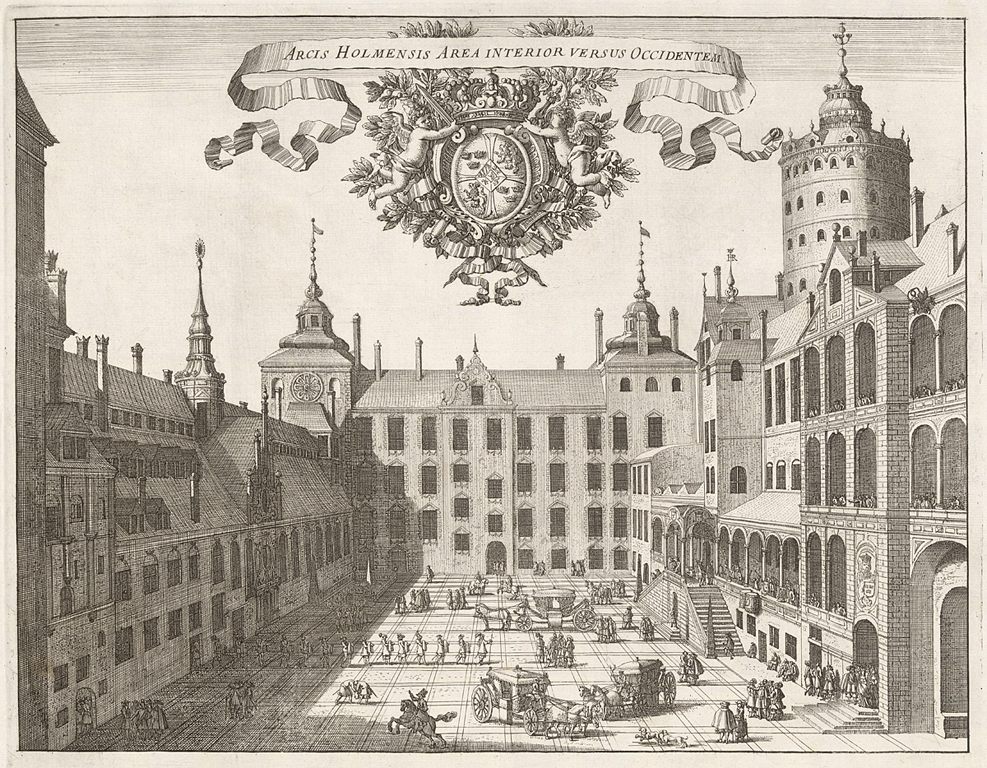
17世紀的三王冠宮，從西方看
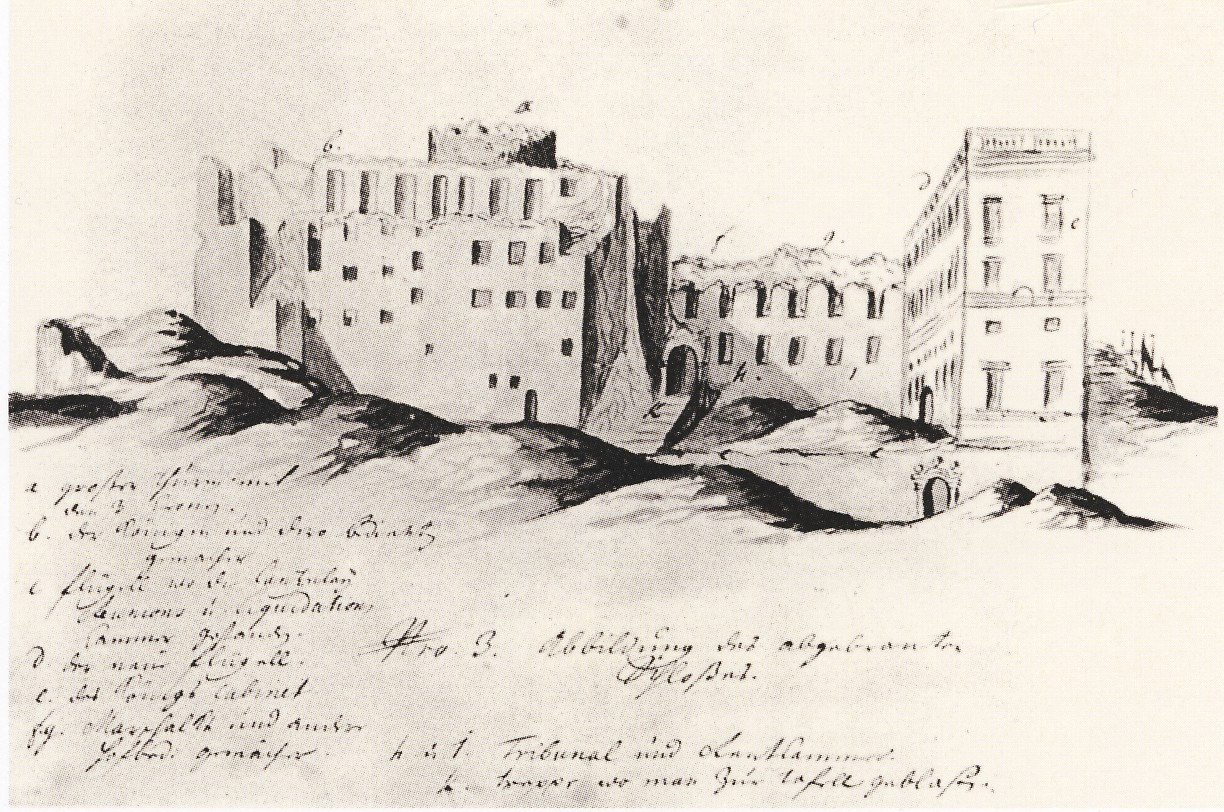
火災後的三王冠宮
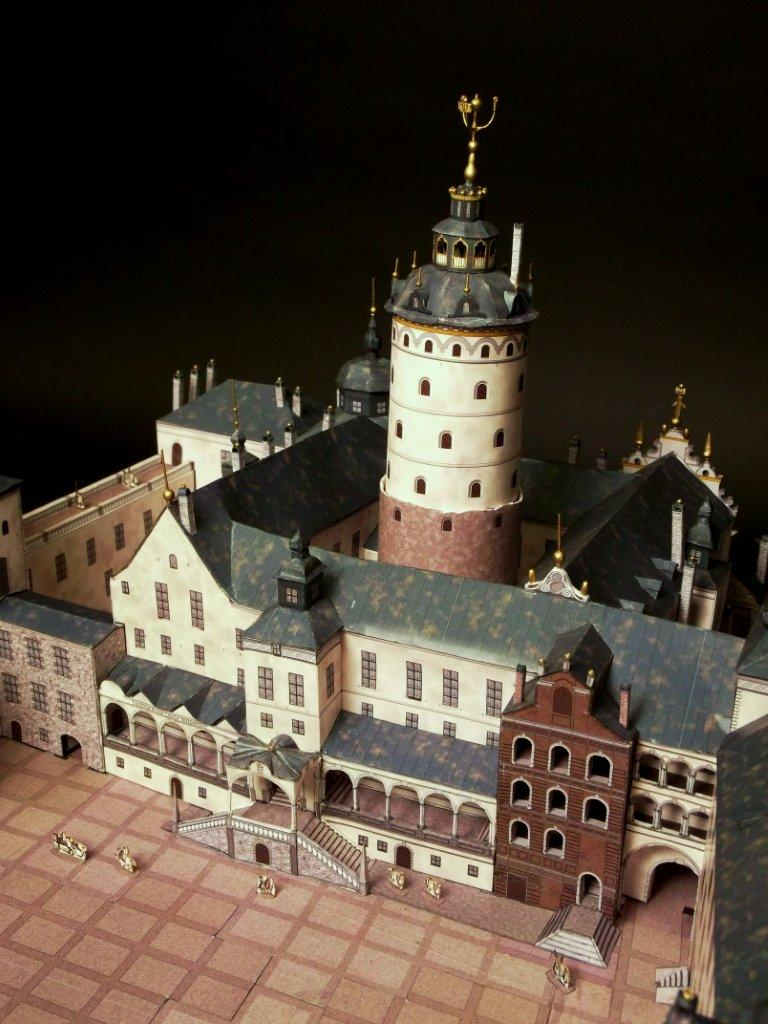
三王冠宮的主廣場復原模型
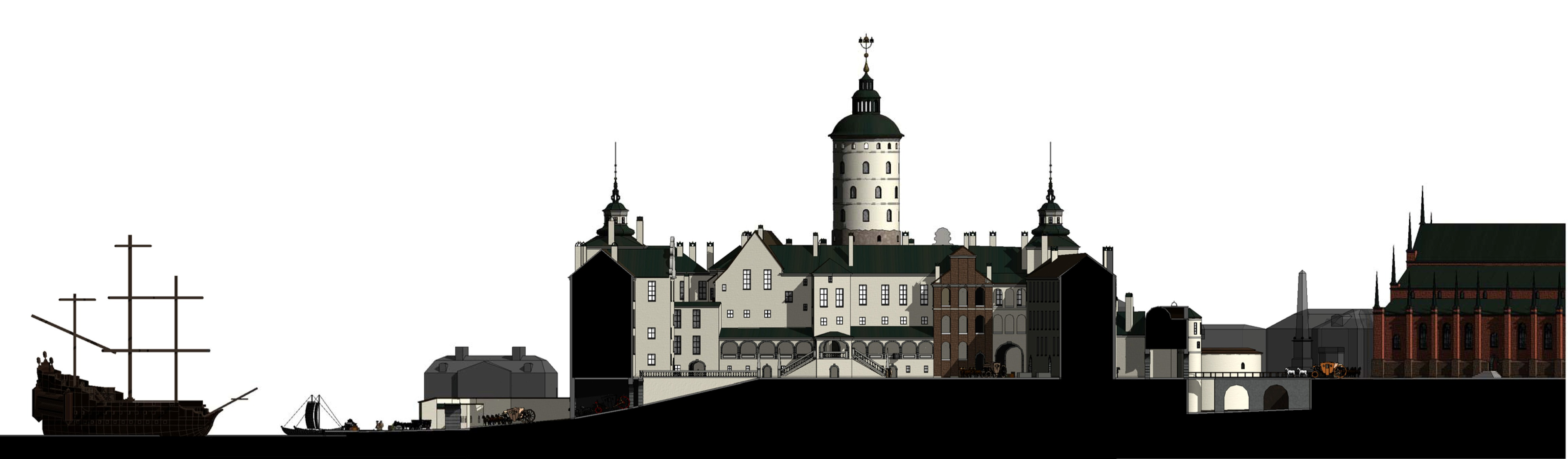
三王冠宮的平面圖
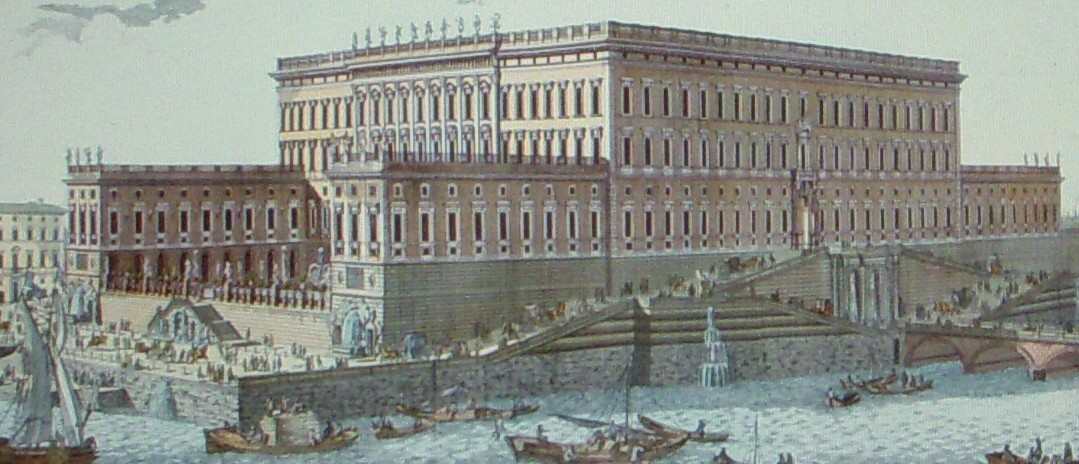
三王冠宮原址上建起的斯德哥爾摩王宮，1770年